# Хотивари, Рамаз
Рамаз Хотивари — грузинский кинорежиссёр, сценарист.

## Фильмография

### Режиссёрские работы
- 1973 — Приключения Лазаре, ТВ
- 1975 — Чирики и Чикотела (в киноальманахе «Незваные гости»)
- 1982 — Дмитрий II
- 19?? — Кавказский меловой круг
- 19?? — Евангелие от Марка